# Padborg Station
Padborg Station er en dansk jernbanestation i den danske by Padborg i Sønderjylland.
Padborg Station er grænsestation mod Tyskland.

## Historie
Padborg var endestation for Tørsbøl-Padborg-banen 1901-32.
I gamle dage var det bl.a også her man i stor stil kontrollerede de rejsendes pas, visa og/eller andre identitetspapirer, før disse kunne rejse videre ind eller ud af Danmark.

## Grænsekontrol
Danmark blev en aktiv del af Schengen-samarbejdet i 2001, men der bliver stadig gennemført stikprøvekontroller ved Padborg Station, da denne station er den primære internationale forbindelse videre til Tyskland og resten af Europa i forhold til den mindre vigtige grænsestation i Tønder, som kun har forbindelse til det nordlige Tyskland via regionaltog.
Stikprøvekontrollerne på Padborg Station bliver fortaget af politiet og toldvæsenenet i kampen imod f.eks. narkotikasmugling, illegale flygtninge og menneskehandel.

## Trafikken
Trafikken tog især fart efter EuroCity og EuroNight linjernes oprettelse og videreudvikling.[kilde mangler]

## Faciliteter
Stationsbygningen på Padborg Station har både ventesal og toiletfaciliteter.[kilde mangler]
- 2 EuroNighttog mødes 4. december 2024